# تيم جونسون (مدير فني)
تيم جونسون (بالإنجليزية: Tim Johnson)‏ هو مدير فني أمريكي، ولد في 15 مايو 1962 في كانساس سيتي في الولايات المتحدة.